# ロンブリアスコ
ロンブリアスコ（伊: Lombriasco）は、イタリア共和国ピエモンテ州トリノ県にある基礎自治体（コムーネ）。

## 地理

### 位置・広がり

#### 隣接コムーネ
隣接するコムーネは以下の通り。括弧内のCNはクーネオ県所属を示す。
- カリニャーノ
- カルマニョーラ
- カザルグラッソ (CN)
- オザージオ
- パンカリエーリ
- ラッコニージ (CN)

## 行政

### 分離集落
ロンブリアスコには、以下の分離集落（フラツィオーネ）がある。
- Barra di Ferro, Castel Rainero, Campagnino, Fornace Bassa, Oltre Po, Spina